# Malá Kumánie

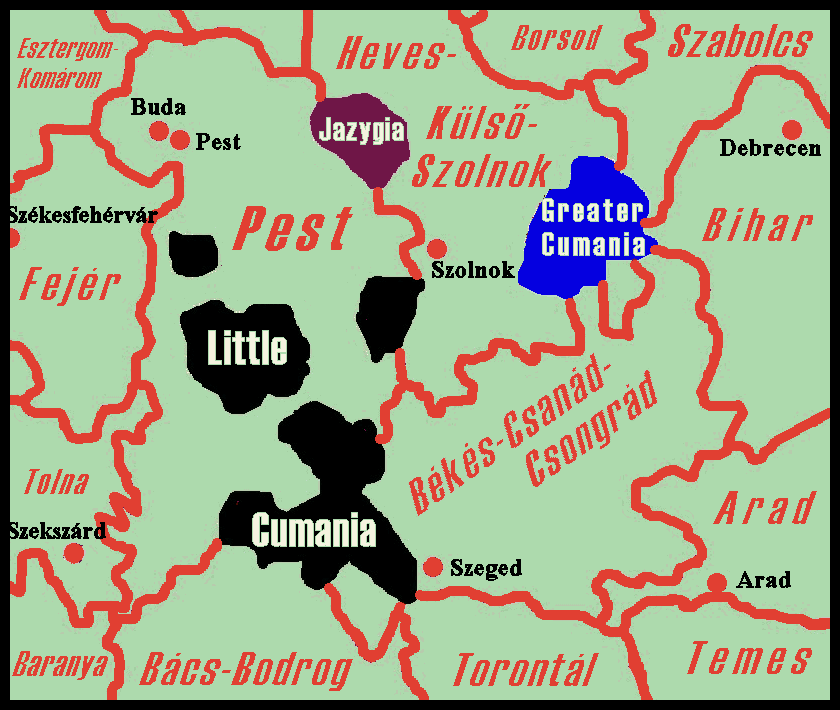
Mapa maďarských oblastí obývaných Kumány a Jasy (Jazygy) v 18. století

Malá Kumánie (maďarsky Kiskunság [kiškunšág]) je historický a zeměpisný region v Maďarsku. Leží v župě Bács-Kiskun, mezi městy Kalocsa a Segedín. Pojmenování regionu pochází od kočovnického kmene Kumánů.